# 韩国铁道9501系柴油动车组
韩国铁道9501系柴油动车组，或称通勤型柴油动车组（朝鲜语：통근형 디젤 동차；英语：Commuter Diesel Car，简称CDC）。是韩国铁道公社的一款柴油动车组，曾经普遍运营于韩国尚未电气化的干线铁路区段及部分支线铁路上。

## 概况
本列车开始于1996年投入使用，主要是为了取代已经老化的旧式柴油动车组和已经停用的部分铁路客车，本列车与韩国铁道1000系电力动车组的第3代列车外观相似，只不过在列车两侧无紧急出口。目前韩国铁道公社总共保有131辆列车，全部由大宇重工业负责制造。在2003年2月18日大邱地铁纵火案发生后，列车材料全部改为了防火材料。

## 营运情况

### 通勤列車
本列车是为了取代鴿號和统一号客车而编入。最初在1996年于东海南部线和京釜线的海云台 - 龟浦运行東西通勤列車，列车等级为统一号，在1997年6月16日又开始运行于京义线的首尔-文山以及京元线的议政府 - 新炭里，1998年之后又运行于湖南线和庆全线。
2004年统一号列车等级废除，部分9501系改为无穷花号，另有一部分以通勤列車的名义继续以统一号票价运营，隨著各路線電氣化，2006年開始通勤列車的使用逐漸減少，隨著該列車的使用壽命已超過25年，並且舊柴油列車對空氣環境產生破壞，通勤列車等級與車輛被取消，最后一班通勤列車于2023年12月18日从光州線发出。

### 无穷花号
2004年统一号列车等级废除，部分9501系改为无穷花号以取代9211系。2008年4月15日开始在京釜线和庆全线大邱 - 馬山區間開始运行，之后运行于韩国南部的大部分线路上。 隨著該列車的使用壽命已超過25年，9501系无穷花号于2023年12月17日退役。

### 观光列车
观光列车中海列车和庆北观光循环主题列车使用了本列车，各以1组运营，宣传地方的旅游主题，运行于韩国东部的部分线路上。2021年12月31日由於韩国铁道公社與慶尚北道之間的運營合約到期，庆北观光循环主题列车停止运营；2023年12月25日海列车因列車達到使用年限而結束運營的同時，也宣告9501系柴油動車組在韓國的固定運營結束。

## 编组
9501系柴油動車組列车为全动车，可以3-5节灵活编组。

## 涂装
目前本列车拥有4种外涂装，其中统一号是以绿色、蓝色涂装为主，无穷花号是以红色、蓝色、白色涂装为主，观光列车中的海列车为大海的蓝色涂装、庆北观光循环主题列车为更复杂的涂装。

## 图片

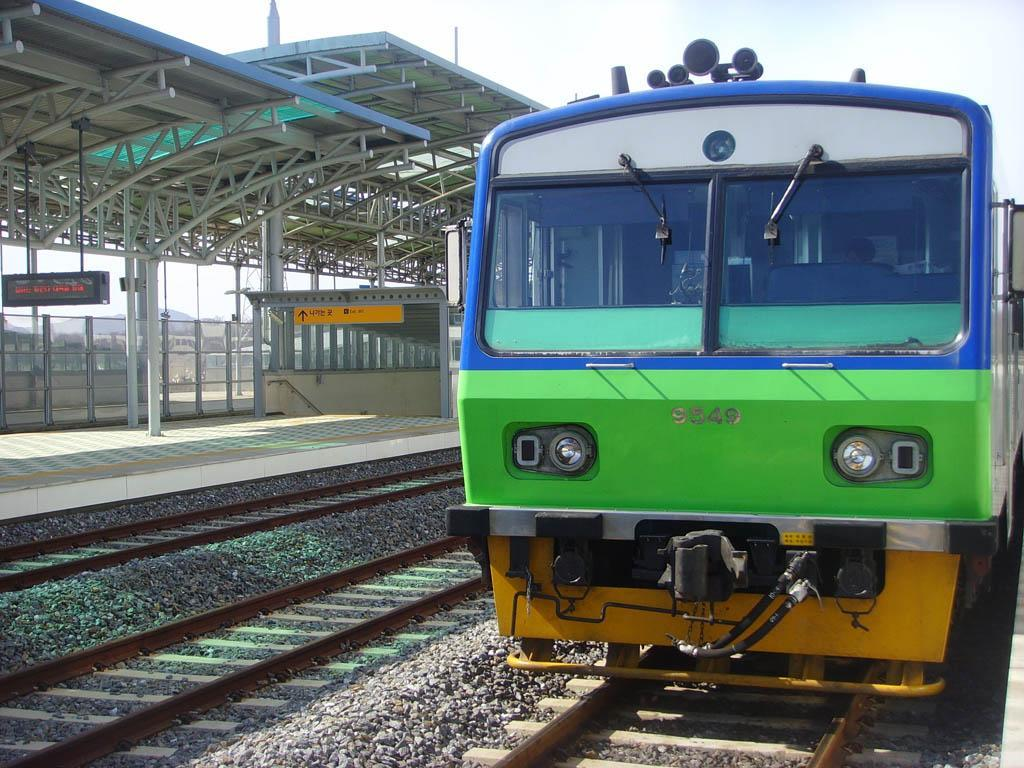
通勤列車在都罗山站
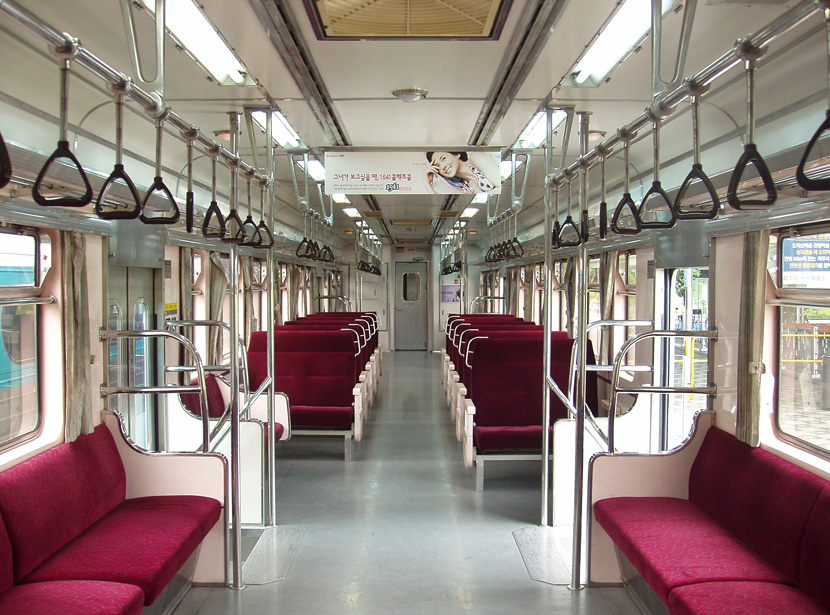
通勤列車的内部
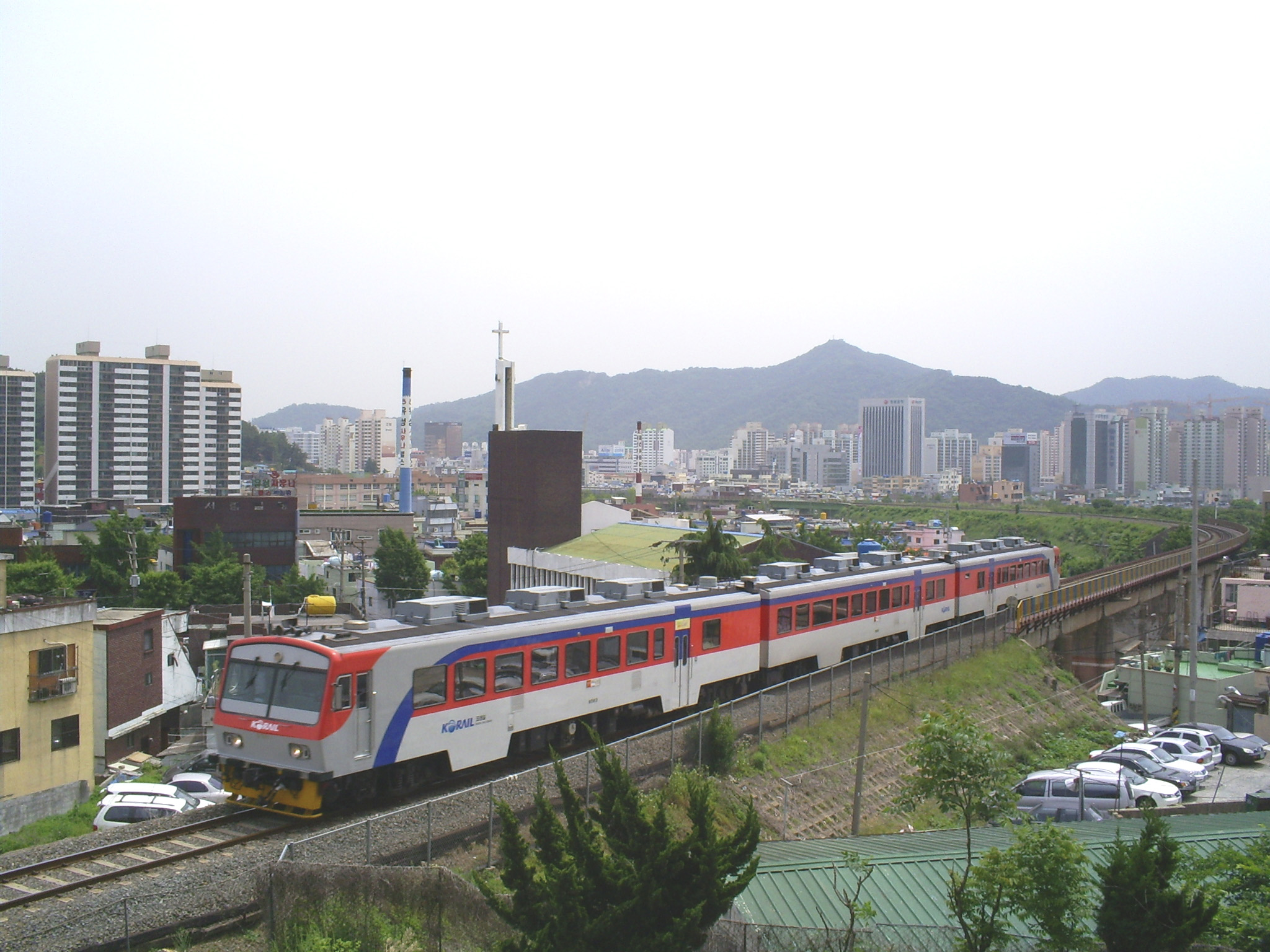
无穷花号的外观
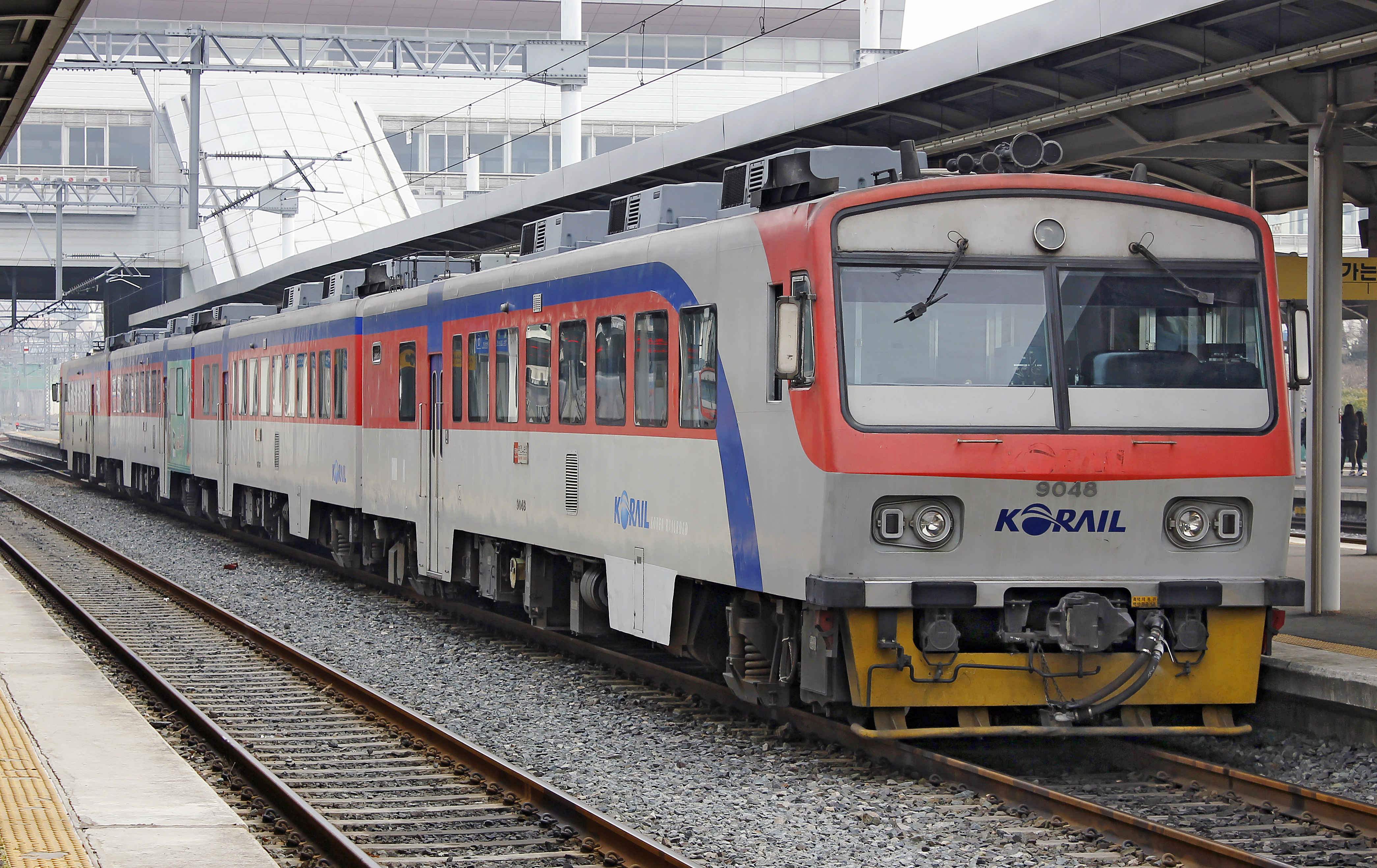
列车进入釜田站